# Ladbroke (Warwickshire)
Ladbroke est un village et une paroisse civile du Warwickshire, en Angleterre.